# Wales (Maine)
Wales es un pueblo ubicado en el condado de Androscoggin en el estado estadounidense de Maine. En el Censo de 2010 tenía una población de 1.616 habitantes y una densidad poblacional de 37,08 personas por km².

## Geografía
Wales se encuentra ubicado en las coordenadas 44°9′50″N 70°2′55″O / 44.16389, -70.04861. Según la Oficina del Censo de los Estados Unidos, Wales tiene una superficie total de 43.58 km², de la cual 41.32 km² corresponden a tierra firme y (5.21%) 2.27 km² es agua.

## Demografía
Según el censo de 2010, había 1.616 personas residiendo en Wales. La densidad de población era de 37,08 hab./km². De los 1.616 habitantes, Wales estaba compuesto por el 96.41% blancos, el 0.37% eran afroamericanos, el 0.37% eran amerindios, el 0.62% eran asiáticos, el 0% eran isleños del Pacífico, el 0.06% eran de otras razas y el 2.17% pertenecían a dos o más razas. Del total de la población el 1.24% eran hispanos o latinos de cualquier raza.